# Edén Pastora
Edén Atanacio Pastora Gómez (Ciudad Darío, 22 gennaio 1937 – Managua, 16 giugno 2020) è stato un politico e guerrigliero nicaraguense, soprannominato Comandante Cero (Comandante Zero).
Negli anni del regime dei Somoza (1936-1979) Pastora era il leader del Fronte Sud, il più grande gruppo guerrigliero del sud Nicaragua, secondo solo al Fronte Sandinista di Liberazione Nazionale (FSLN) nel nord.
Il suo gruppo è stato il primo a chiamarsi "sandinista" ed è stato il primo ad allearsi col FSLN, il gruppo che poi divenne popolare come Fronte Sandinista. Nel 1982, pochi anni dopo la vittoria sandinista, si staccò dal governo del FSLN e formò l'Alleanza Rivoluzionaria Democratica (ARDE) con l'obiettivo di opporsi politicamente e militarmente agli "pseudo-sandinisti". e candidandosi presidente alle elezioni del 2006. Dal 2010 tornò nel FSLN assumendo nuovi incarichi dirigenziali.

## Biografia

### Infanzia e giovinezza
Figlio di Pánfilo Pastora e di Elsi Gómez, era il più giovane di sette fratelli. Si sposò dapprima con la messicana Desira Lamas e successivamente con Concepción Cony Sandino di Ciudad Darío da cui ebbe una figlia, Marisol. Dalla terza moglie Yolanda Torres ebbe quattro figli.
Il padre fu ucciso quando egli aveva appena compiuto otto anni. Dell'omicidio venne accusato il generale Camilo González, capo dello stato maggiore della guardia nazionale, perché interessato ad una proprietà appartenente alla famiglia Pastora.
Edén Pastora studiò in un collegio gesuita prima di iscriversi all'Università messicana di Guadalajara, dove frequentò medicina. In seguito agli incidenti avvenuti nel luglio 1959 nella città di León, che costarono la vita a quattro studenti e ferirono più di cento persone, abbandonò gli studi e tornò in Nicaragua per partecipare alla lotta armata contro il governo Somoza.

### L'impegno rivoluzionario
Il 22 agosto del 1978 Pastora guidò l'operazione Muerte al Somocismo, Carlos Fonseca Amador (da lui stesso ribattezzata "Operación Chanchera"): a capo di un commando di ribelli, travestiti con le uniformi della Guardia Nazionale, occupò il palazzo del congresso in quel momento riunito in seduta plenaria, riuscendo a respingere per due giorni gli attacchi dell'esercito regolare. In cambio degli ostaggi, ottenne la liberazione di una settantina di prigionieri politici, un milione di dollari e un biglietto aereo per Cuba. La foto di Pastora, da quel momento per tutta la stampa internazionale Comandante Cero, con basco nero e fucile in mano, che sale sulla scaletta dell'aereo, fece il giro del mondo.
Due mesi dopo il leader del movimento sandinista, Daniel Ortega, nominò Pastora capo dello stato maggiore dell'esercito ribelle, che dopo il trionfo della rivoluzione sandinista assunse la posizione di viceministro nel dipartimento degli interni occupato da Tomás Borge. Nel luglio dello stesso anno ricevette anche la nomina di capo delle milizie del Fronte di liberazione nazionale sandinista (FSLN), anche se venne escluso dalla giunta militare dei nove comandanti incaricati di guidare il paese dopo la dittatura.
Nel dicembre 1981 Pastora, in rotta con i capi del Fronte, rassegnò le dimissioni, e l'anno successivo entrò in clandestinità; fondò quindi l'Alianza Revolucionaria Democratica (ARDE), formazione paramilitare in aperto conflitto con i compagni di un tempo. Pur di perseguire gli obiettivi rivoluzionari, non esita ad accettare i finanziamenti della CIA. e a cercare armi anche in italia  I Sandinisti, pur di fermare le sue mire, arrivarono ad assoldare alcuni militanti dell'ETA per eliminarlo, ma il piano fallì.
Nel 1984 Pastora prese il controllo di alcuni territori affacciati sulla costa atlantica e fondò la “Libera Repubblica di San Juan del Nord”. Si vide poi costretto ad abbandonare i territori per ritirarsi al confine tra il Nicaragua e la Costa Rica Il 30 maggio dello stesso anno, mentre guidava una conferenza stampa per denunciare l'accordo CIA-Ortega, venne fatto esplodere un ordigno nella stanza in cui erano riuniti i giornalisti. Il Comandante si salvò miracolosamente ma undici presenti tra cui tre giornalisti morirono a causa della deflagrazione. L'anno successivo, dopo intensi combattimenti al confine con la Costa Rica, i Sandinisti riuscirono ad abbattere l'elicottero con cui il comandante stava sorvolando le basi ribelli. Ferito ad una gamba, trovò rifugio a Panama e decise poco tempo dopo di ritirarsi dalla guerriglia.

### L'impegno politico
Nel 1992 Pastora fondò il Movimento di Azione Democratica (MAD), contrario ad alleanze sia con il regime corrotto dei sandinisti sia con i liberali filo-americani (cioè tercerista) e nel 1993 presentò la sua candidatura per la presidenza del paese alle elezioni del novembre 1996, ma il Consiglio Supremo delle elezioni lo escluse poiché la Costituzione proibisce la presentazione di un candidato con doppia cittadinanza, nicaraguense e costaricana nel caso di Pastora.
Pastora si presentò anche alle elezioni presidenziali del 2006, prendendo però solamente lo 0,6% dei voti.
Nel 2010, ormai riappacificato con i compagni di un tempo, guidò l'esercito nell'occupazione dell'isola Calero in Costa Rica rivendicandone l'appartenenza al paese nicaraguense; una sentenza della Corte internazionale di giustizia dell'Aia obbligherà il governo di Ortega a restituire l'isola ai costaricensi.

### Morte
Negli ultimi anni visse nel comune di San Juan, dove il governo Ortega gli aveva donato alcune terre. Qui si occupò del dragaggio del fiume locale.
Pastora è morto il 16 giugno 2020, per problemi respiratori; la famiglia ha smentito che si trattasse del COVID-19.